# Equipa da Superleague Fórmula do Liverpool Football Club
A Equipa da Superleague Fórmula do Liverpool FC é uma equipa da Superleague Fórmula que representa o histórico clube inglês Liverpool F.C. na Superleague Fórmula.
A equipa de automobilismo foi a Hitech Racing em 2008 e 2009, anos nos quais o piloto foi Adrian Vallés. Em 2010, o Liverpool tem como equipa de automobilismo a Atech Reid Grand Prix, e iniciou a época com o piloto James Walker, que foi substituído na 8ª ronda por Frédéric Vervisch.

## Temporada de 2008
Na Temporada da Superleague Fórmula de 2008, o Liverpool F.C. foi o 4º no final, com 325 pontos. O espanhol Adrián Vallés foi o piloto durante toda a temporada.

## Tempordada de 2009
Adrián Vallés foi novamente o piloto ao longo da Temporada da Superleague Fórmula de 2009.
Adrián Vallés conseguiu o título de 2009, depois de um sólido 4º lugar na última corrida pontuável da época, na ronda de Jarama.

## Temporada de 2010
O Liverpool F.C. iniciou a época de defesa do título na temporada de 2010 com James Walker, e com a equipa de automobilismo da Atech Reid Grand Prix. Na 8ª ronda, James Walker foi substituído por Frédéric Vervisch.

## Registo
(Legenda)
| Ano  | Equipa de Automobilismo | Piloto            | 1   | 2   | 3   | 4   | 5   | 6   | 7   | 8   | 9   | 10  | 11  | 12  | 13  | 14  | 15  | 16  | 17  | 18  | 19  | 20  | 21      | 22      | 23  | 24  | Pontos | Rank |
| ---- | ----------------------- | ----------------- | --- | --- | --- | --- | --- | --- | --- | --- | --- | --- | --- | --- | --- | --- | --- | --- | --- | --- | --- | --- | ------- | ------- | --- | --- | ------ | ---- |
| Ano  | Equipa de Automobilismo | Piloto            | DON | DON | NÜR | NÜR | ZOL | ZOL | EST | EST | VAL | VAL | JER | JER |     |     |     |     |     |     |     |     |         |         |     |     | Pontos | Rank |
| 2008 | Hitech Junior Team      |                   |     |     |     |     |     |     |     |     |     |     |     |     |     |     |     |     |     |     |     |     |         |         |     |     |        |      |
| 2008 | Hitech Junior Team      | Adrián Vallés     | 5   | 3   | 14  | 14  | 1   | 6   | 1   | 12  | 9   | 4   | 7   | 15  | 325 | 4º  |     |     |     |     |     |     |         |         |     |     |        |      |
|      |                         |                   |     |     |     |     |     |     |     |     |     |     |     |     |     |     |     |     |     |     |     |     |         |         |     |     |        |      |
| Ano  | Equipa de Automobilismo | Piloto            | MAG | MAG | ZOL | ZOL | DON | DON | EST | EST | MOZ | MOZ | JAR | JAR |     |     |     |     |     |     |     |     |         |         |     |     | Pontos | Rank |
| 2009 | Hitech Junior Team      | Adrián Vallés     | 1   | 6   | 3   | 3   | 6   | 6   | 2   | 9   | 4   | 5   | 7   | 4   | 412 | 1º  |     |     |     |     |     |     |         |         |     |     |        |      |
|      |                         |                   |     |     |     |     |     |     |     |     |     |     |     |     |     |     |     |     |     |     |     |     |         |         |     |     |        |      |
| Ano  | Equipa de Automobilismo | Pilotos           | SIL | SIL | ASS | ASS | MAG | MAG | JAR | JAR | NÜR | NÜR | ZOL | ZOL | BDH | BDH | ADR | ADR | POR | POR | ORD | ORD | CHN TBA | CHN TBA | LOS | LOS | Pontos | Rank |
| 2010 | Atech Reid Grand Prix   | James Walker      | 16  | 17  | 6   | 6   | 6   | 8   | 16  | 4   | 6   | 18  | 6   | 13  | 10  | 10  |     |     |     |     |     |     |         |         |     |     | 252    | 11º  |
| 2010 | Atech Reid Grand Prix   | Frédéric Vervisch |     |     |     |     |     |     |     |     |     |     |     |     |     |     | 7   | 5   |     |     |     |     |         |         |     |     | 252    | 11º  |

### Resultados Super Final
| Ano  | 1      | 2       | 3      | 4      | 5       | 6      | 7      | 8     | 9   | 10  | 11      | 12  |
| 2009 | MAG 1  | ZOL N/A | DON NQ | EST 3  | MOZ N/A | JAR 3  |        |       |     |     |         |     |
| 2010 | SIL NQ | ASS 4   | MAG 5  | JAR NQ | NÜR NQ  | ZOL NQ | BDH NQ | ADR 6 | POR | ORD | CHN TBA | LOS |